# أنطونيو دي فاسكونسيلوس نوغويرا
أنطونيو دي فاسكونسيلوس نوغويرا (بالبرتغالية: António de Vasconcelos Nogueira‏) هو فيلسوف ومؤرخ وكاتب برتغالي، ولد في 26 سبتمبر 1961 في أجويدا في البرتغال.